# Osawatomie (Kansas)
Osawatomie es una ciudad ubicada en el condado de Miami en el estado estadounidense de Kansas. En el año 2010 tenía una población de 75 habitantes y una densidad poblacional de 253,71 personas por km².

## Geografía
Osawatomie se encuentra ubicada en las coordenadas 38°30′6″N 94°57′3″O / 38.50167, -94.95083 (38.501650, -94.950799).

## Demografía
Según la Oficina del Censo en 2000 los ingresos medios por hogar en la localidad eran de $29,104 y los ingresos medios por familia eran $37,172. Los hombres tenían unos ingresos medios de $30,650 frente a los $23,043 para las mujeres. La renta per cápita para la localidad era de $15,353. Alrededor del 12.9% de la población estaban por debajo del umbral de pobreza.